# Pilosella bifurca
Pilosella bifurca — вид квіткових рослин з родини айстрових (Asteraceae). Вид зростає в Європі: Німеччина, Австрія, Польща, Чехія, Словаччина, Угорщина, Хорватія, Сербія, Косово, Румунія, Естонія, Латвія, Литва, Білорусь, північнозахідноєвропейська Росія, Україна (зокрема Крим); на Кавказі: Північний Кавказ, Грузія, Вірменія, Азербайджан; у Туреччині (пн.-сх.-Анатолія); це багаторічна рослина.

## Середовище
Населяє сонячні трав'янисті та кам'янисті схили, вересові пустки, піщані мілини та кам'янисті виходи на кислих до нейтральних ґрунтах.

## Біоморфологічна характеристика
Це невелика багаторічна трав'яниста рослина з наземною розеткою та жорсткими волосками; без шпорців або зі шпорцями над землею. Стебло пряме, 10–40 см завдовжки, просте. Листки цілокраї, трохи жорсткіші, волосаті, зверху трав'янисто-зелені, знизу сіро-зелені, листя наземної розетки в кількості 5-8, черешкові, з пластиною довгасто-ланцетної, вузько-довгасто-ланцетної до довгасто-еліптичної форми, заокруглені на верхівці, тупо загострені або гострі, поступово звужені в черешок, стеблові листки в кількості 1-2, нижній листок черешковий, з пластиною довгасто-довгасто-ланцетної, вузько-довгасто-ланцетної, довгасто-еліптичної до вузько-довгасто-еліптичної форми, але іноді лише лінійні, загострені на верхівці, поступово звужені до основи, наступний листок (якщо розвинений) подібної форми, але зазвичай значно менший. Квіткова голова середнього розміру, 2–6 штук, обгортка овальне-циліндрична до напівкулястої, довжиною 8–10 мм, обгорткові приквітки лінійно-ланцетні, тупо загострені на верхівці, сіро-зелені, особливо внутрішні помітно широко світло облямовані, волосаті. Квіти язичкові з жовтим язичком, язичкові суцвіття крайових квіток часто зовні червоно-смугасті. Сім'янки коричнево-чорні (але рослини іноді бувають стерильними). Цвіте в червні<ref name="botany.cz">.